# Ieita Atanrerei
Ieita Atanrerei – kiribatyjski koszykarz, reprezentant kraju na arenie międzynarodowej.
W 2003 roku, jego zespół wziął udział w Igrzyskach Pacyfiku rozgrywanych na Fidżi. Podczas tego turnieju wystąpił w czterech meczach, w których zdobył 14 punktów, jednak jego ekipa nie odegrała większej roli w zawodach (zespół ten zajął ostatnie 8. miejsce). Atanrerei grał łącznie przez 49 minut

## Statystyki z Igrzysk Pacyfiku
| Rok  | Reprezentacja | M | MPG  | FG%   | 3P% | FT% | APG | SPG | BPG | PPG |
| ---- | ------------- | - | ---- | ----- | --- | --- | --- | --- | --- | --- |
| 2003 | Kiribati      | 4 | 12,3 | 41,2% | –   | 0%  | 0   | 0,3 | 1   | 3,5 |